# Куреджо
Курѐджо (на италиански: Dicomano; на пиемонтски: Curegg, Куредж, на местен диалект: Curesc, Кюреск) е малко градче и община в Северна Италия, провинция Новара, регион Пиемонт. Разположено е на 289 m надморска височина. Населението на общината е 2655 души (към 2014 г.).